# فرانسه جنوبی

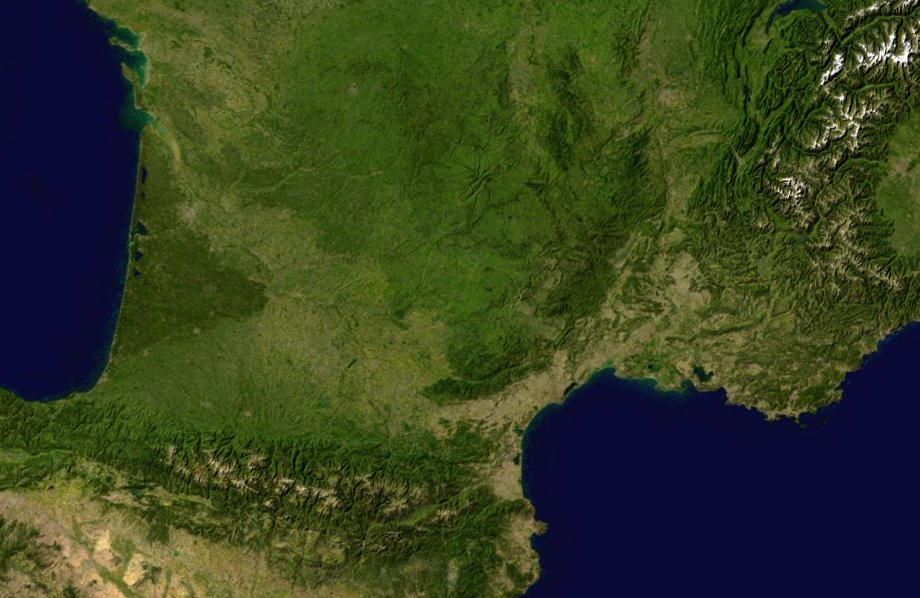

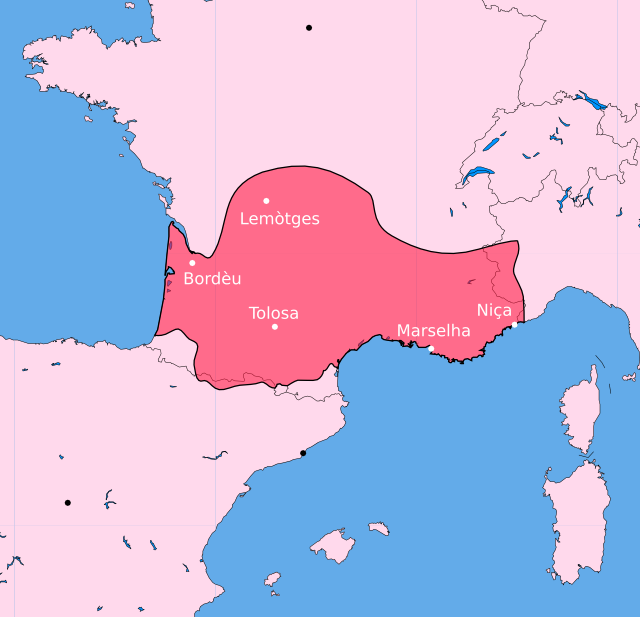

فرانسه جنوبی (فرانسوی: langue d'oc‎) یا لومیدی (به فرانسوی: le Midi) به نواحی‌ای از فرانسه گفته می‌شود که در مجاورت اسپانیا، ایتالیا، دریای مدیترانه، و جنوب مارس پوآتو در اقیانوس اطلس قرار دارند. جنوب فرانسه شامل:
- ناحیه آکیتن
- جزیره کرس
- لانگداک روسیون
- پیرنه میانه
- پواتو-شرانت (بخش‌های جنوبی)[۲]
- پروانس-آلپ-کوت دازور
- رون-آلپ (بخش‌های جنوبی)

می‌شود.

## فیلم‌های واقع در فرانسهٔ جنوبی
- گرفتن یک دزد (۱۹۵۵)
- تعطیلات تابستانی (۱۹۶۳)
- پی‌یرو خله (۱۹۶۵)
- لاکومب، لوسین (۱۹۷۴)
- ارتباط فرانسوی ۲ (۱۹۷۵)
- زیر ماه گیلاسی (۱۹۸۶)
- ژان دو فلورت (۱۹۸۶)
- لات‌های کثیف فاسد (فیلم) (۱۹۸۸)
- شکلات (فیلم ۲۰۰۰) (۲۰۰۰)
- استخر (فیلم ۲۰۰۳) (۲۰۰۳)
- تعطیلات مستر بین (۲۰۰۷)
- گرانبها (فیلم ۲۰۰۶) (۲۰۰۶)
- جادو در مهتاب (۲۰۱۴)